# Lanceta de Franke
Lanceta de Franke ou agulha de Franke é um instrumento de punção utilizado para perfurar a pele e colher amostras de sangue.